# Hugo Isaác Rodríguez
Hugo Isaác Rodríguez (Guadalajara, 1990. június 8. –) mexikói labdarúgó, a Pachuca hátvédje kölcsönben a Tigres UANL-tól.

## Mérkőzései a válogatottban
| Mexikó | Mexikó             | Mexikó                      | Mexikó           | Mexikó   | Mexikó   | Mexikó     | Mexikó | Mexikó  |
| #      | Dátum              | Helyszín                    | Hazai            | Eredmény | Vendég   | Kiírás     | Gólok  | Esemény |
| ------ | ------------------ | --------------------------- | ---------------- | -------- | -------- | ---------- | ------ | ------- |
| 1.     | 2014. november 12. | Amszterdam, Amsterdam ArenA | Hollandia        | 2 – 3    | Mexikó   | barátságos | 0      | 88'     |
| 2.     | 2014. november 18. | Bariszav, Bariszav Aréna    | Fehéroroszország | 3 – 2    | Mexikó   | barátságos | 0      | 94'     |
|        | Összesen           |                             |                  | 2        | mérkőzés |            | 0      | gól     |